# Оглоблина, Юлия Васильевна
Юлия Васильевна Оглоблина (девичья фамилия Чекашкина; родилась 1 ноября 1989, Торбеево, Мордовская АССР, РСФСР, СССР) — российский политический деятель, депутат Государственной Думы VIII созыва с 2021 года, член Генерального совета партии «Единая Россия» и Центрального штаба ОНФ. Заместитель председателя комитета Госдумы по аграрным вопросам.
Из-за вторжения России на Украину находится под международными санкциями Евросоюза, США, Великобритании и ряда других стран.

## Биография
Юлия Чекашкина родилась 1 ноября 1989 года в посёлке Торбеево в Мордовии, в многодетной семье. После школы окончила Государственный университет по землеустройству по направлению «инженер-землеустроитель». В 2009 году вступила в Российский союз сельской молодежи (РССМ) в качестве волонтёра, в 2010 году стала специалистом по работе с региональными отделениями РССМ. В 2010—2011 годах была помощником Председателя Центрального совета, в 2011—2012 — исполнительным директором РССМ. С 2012 года возглавляла Союз в качестве председателя. С 2021 года входит в Бюро Центрального Совета РССМ и является лидером Российского союза сельской молодежи на общественных началах.
В 2017—2021 годах Оглоблина была членом Общественной палаты РФ.На президентских выборах 2018 года в РФ была доверенным лицом В. В. Путина. В 2020 году победила в конкурсе «Лидеры России. Политика», представляя Республику Мордовия. В 2021 году на выборах в Государственную Думу VIII созыва была избрана по Мордовскому одномандатному избирательному округу № 23 от партии «Единая Россия». В Госдуме стала заместителем председателя комитета по аграрным вопросам.
Оглоблина награждена медалью ордена «За заслуги перед Отечеством II степени». 23 февраля 2022 года, на фоне вторжения России на Украину, она была включена в санкционный список Евросоюза, так как «поддерживала и проводила действия и политику, которые подрывают территориальную целостность, суверенитет и независимость Украины, которые еще больше дестабилизируют Украину». Позже Оглоблину включили в санкционные списки Великобритании, США, Канады, Швейцарии, Австралии, Японии, Украины, Новой Зеландии.
Оглоблина замужем, воспитывает двух детей.